# Francisco Clavet
Francisco Clavet (Madrid, 24 oktober 1968) is een voormalig Spaans tennisser.
In 1988 werd hij professional. In 1992 haalde hij zijn hoogste positie op de wereldranglijst met de 18e plaats.

## Palmares
| Legenda                       | Legenda               |
| ----------------------------- | --------------------- |
| Grand Slam                    |                       |
| Olympische Spelen             |                       |
| tot 2009                      | vanaf 2009            |
| Tennis Masters Cup            | ATP Finals            |
| ATP Masters Series            | ATP Tour Masters 1000 |
| ATP International Series Gold | ATP Tour 500          |
| ATP International Series      | ATP Tour 250          |

### Enkelspel
| Nr.                  | Datum             | Toernooi        | Ondergrond | Tegenstander in finale  | Score              | Details |
| -------------------- | ----------------- | --------------- | ---------- | ----------------------- | ------------------ | ------- |
| Gewonnen finales     |                   |                 |            |                         |                    |         |
| 1.                   | 29 juli 1990      | ATP Hilversum   | Gravel     | Eduardo Masso           | 3-6, 6-4, 6-2, 6-0 | Details |
| 2.                   | 1 oktober 1995    | ATP Palermo     | Gravel     | Jordi Burillo           | 6-72, 6-3, 7-61    | Details |
| 3.                   | 4 augustus 1996   | ATP Amsterdam   | Gravel     | Younes El Aynaoui       | 7-5, 6-1, 6-1      | Details |
| 4.                   | 26 oktober 1997   | ATP Mexico City | Gravel     | Juan Albert Viloca-Puig | 6-4, 7-67          | Details |
| 5.                   | 2 november 1997   | ATP Bogota      | Gravel     | Nicolas Lapentti        | 6-3, 6-3           | Details |
| 6.                   | 20 september 1998 | ATP Boekarest   | Gravel     | Arnaud Di Pasquale      | 6-4, 2-6, 7-5      | Details |
| 7.                   | 15 november 1998  | ATP Santiago    | Gravel     | Younes El Aynaoui       | 6-2, 6-4           | Details |
| 8.                   | 11 maart 2001     | ATP Scottsdale  | Hardcourt  | Magnus Norman           | 6-4, 6-2           | Details |
| Verloren finales     |                   |                 |            |                         |                    |         |
| 1.                   | 12 juli 1992      | ATP Gstaad      | Gravel     | Sergi Bruguera          | 1-6, 4-6           | Details |
| 2.                   | 2 augustus 1992   | ATP San Marino  | Gravel     | Karel Nováček           | 5-7, 2-6           | Details |
| 3.                   | 30 oktober 1994   | ATP Santiago    | Gravel     | Alberto Berasategui     | 3-6, 4-6           | Details |
| 4.                   | 6 november 1994   | ATP Montevideo  | Gravel     | Alberto Berasategui     | 4-6, 0-6           | Details |
| 5.                   | 13 april 1997     | ATP Estoril     | Gravel     | Alex Corretja           | 3-6, 5-7           | Details |
| 6.                   | 16 april 2000     | ATP Estoril     | Gravel     | Carlos Moyá             | 3-6, 2-6           | Details |
| 7.                   | 14 januari 2001   | ATP Auckland    | Hardcourt  | Dominik Hrbatý          | 4-6, 6-2, 3-6      | Details |
| Gewonnen challengers |                   |                 |            |                         |                    |         |
| 1.                   | 24 juli 1994      | Scheveningen    | Gravel     | Karol Kučera            | 3-6, 7-5, 6-2      |         |
| 2.                   | 21 augustus 1994  | Graz            | Gravel     | Gilbert Schaller        | 6-2, 2-6, 6-4      |         |

### Dubbelspel
| Nr.                              | Datum             | Toernooi      | Ondergrond | Partner           | Tegenstanders in finale           | Score    | Details |
| -------------------------------- | ----------------- | ------------- | ---------- | ----------------- | --------------------------------- | -------- | ------- |
| Verloren finales                 |                   |               |            |                   |                                   |          |         |
| 1.                               | 17 september 1989 | ATP Madrid    | Gravel     | Tomas Smid        | Tomas Carbonell Carlos Costa      | 5-7, 3-6 | Details |
| 2.                               | 5 augustus 1990   | ATP Kitzbühel | Gravel     | Horst Skoff       | Javier Sanchez Eric Winogradsky   | 6-7, 2-6 | Details |
| 3.                               | 28 juli 1991      | ATP Hilversum | Gravel     | Magnus Gustafsson | Richard Krajicek Jan Siemerink    | 5-7, 4-6 | Details |
| 4.                               | 3 mei 1992        | ATP Madrid    | Gravel     | Carlos Costa      | Patrick Galbraith Patrick McEnroe | 3-6, 2-6 | Details |
| Gewonnen challengers herendubbel |                   |               |            |                   |                                   |          |         |
| 1.                               | 10 september 1989 | Verona        | Gravel     | José Clavet       | Corrado Aprili Bruce Derlin       | 7-5, 6-4 |         |
| 2.                               | 10 augustus 1991  | Segovia       | Hardcourt  | Javier Sanchez    | Juan Carlos Baguena José Clavet   | 7-6, 6-2 |         |

## Prestatietabellen
| Legenda | Legenda                          |
| ------- | -------------------------------- |
| g.t.    | geen toernooi gehouden           |
| l.c.    | lagere categorie                 |
| –       | niet deelgenomen                 |
| G       | uitgeschakeld in de groepsfase   |
| 1R      | uitgeschakeld in de eerste ronde |
| 2R      | uitgeschakeld in de tweede ronde |
| 3R      | uitgeschakeld in de derde ronde  |
| 4R      | uitgeschakeld in de vierde ronde |
| KF      | uitgeschakeld in de kwartfinale  |
| HF      | uitgeschakeld in de halve finale |
| F       | de finale verloren               |
| W       | het toernooi gewonnen            |
| w-v     | winst/verlies-balans             |

### Prestatietabel enkelspel
Deze gegevens zijn bijgewerkt tot en met 14 juli 2009
| Toernooi              | 1990  | 1991  | 1992  | 1993  | 1994  | 1995  | 1996  | 1997  | 1998  | 1999  | 2000  | 2001  | 2002  | 2003 | Carrière w-v |
| --------------------- | ----- | ----- | ----- | ----- | ----- | ----- | ----- | ----- | ----- | ----- | ----- | ----- | ----- | ---- | ------------ |
| Grandslamtoernooien   |       |       |       |       |       |       |       |       |       |       |       |       |       |      |              |
| Australian Open       | –     | 2R    | 2R    | –     | –     | –     | 3R    | –     | 3R    | 1R    | 3R    | 2R    | 3R    | 1R   | 11-9         |
| Roland Garros         | 1R    | 4R    | 1R    | 2R    | 2R    | 3R    | 4R    | 2R    | 4R    | 2R    | 2R    | 1R    | 1R    | –    | 16-13        |
| Wimbledon             | –     | 1R    | 1R    | –     | –     | –     | 1R    | 2R    | 4R    | 3R    | 2R    | 1R    | 1R    | –    | 7-9          |
| US Open               | –     | 3R    | 1R    | 1R    | 2R    | 3R    | 1R    | 1R    | 2R    | 1R    | 1R    | 1R    | 1R    | –    | 6-12         |
| Winst-verlies         | 0-1   | 5-4   | 1–4   | 1–2   | 2–2   | 4-2   | 5–4   | 2-3   | 9–4   | 3–4   | 4–5   | 1–4   | 2–4   | 0–1  | 39-44        |
| Tennis Masters Cup    |       |       |       |       |       |       |       |       |       |       |       |       |       |      |              |
| ATP World Tour Finals | –     | –     | –     | –     | –     | –     | –     | –     | –     | –     | –     | –     | –     | –    | 0-0          |
| ATP Masters 1000      |       |       |       |       |       |       |       |       |       |       |       |       |       |      |              |
| Indian Wells          | 2R    | 3R    | HF    | 2R    | –     | 2R    | 1R    | 3R    | 2R    | 2R    | 2R    | 2R    | 1R    | –    | 16-13        |
| Miami                 | –     | 2R    | 3R    | 2R    | –     | 2R    | 1R    | 3R    | 3R    | HF    | 1R    | 3R    | 2R    | 3R   | 12-12        |
| Monte Carlo           | –     | –     | 1R    | 2R    | –     | 2R    | 1R    | 2R    | 2R    | 3R    | 1R    | 1R    | 1R    | –    | 6-10         |
| Rome                  | –     | –     | 2R    | 2R    | –     | 1R    | 2R    | 1R    | 2R    | 2R    | 3R    | 2R    | 1R    | –    | 8-10         |
| Madrid                | –     | –     | –     | –     | –     | –     | –     | –     | –     | –     | –     | –     | 1R    | –    | 0-1          |
| Montréal/Toronto      | –     | –     | –     | –     | –     | –     | 2R    | –     | –     | –     | –     | 2R    | –     | –    | 2-2          |
| Cincinnati            | –     | –     | –     | –     | –     | –     | –     | –     | –     | –     | 2R    | 1R    | –     | –    | 1-2          |
| Parijs                | –     | –     | 1R    | –     | –     | –     | 1R    | –     | –     | 2R    | –     | 1R    | –     | –    | 1-4          |
| Hamburg               | –     | 3R    | 3R    | 3R    | –     | 2R    | 1R    | 2R    | 3R    | 3R    | KF    | 1R    | –     | –    | 15-10        |
| Statistieken          |       |       |       |       |       |       |       |       |       |       |       |       |       |      |              |
| Totaal aantal titels  | 1     | 0     | 0     | 0     | 0     | 1     | 1     | 2     | 2     | 0     | 0     | 1     | 0     | 0    | 8            |
| Totaal winst-verlies  | 11-15 | 41-26 | 46-29 | 22-26 | 28-19 | 33-27 | 39-28 | 42-24 | 45-26 | 32-27 | 29-30 | 23-27 | 11-22 | 2-4  | 388-340      |
| Eindejaarsranking     | 90    | 30    | 22    | 99    | 38    | 49    | 34    | 33    | 30    | 38    | 49    | 51    | 116   | 355  | n.v.t.       |

### Prestatietabel grand slam, dubbelspel
| Toernooi        | 1990 | 1991 | 1992 | 1993 | 1994 | 1995 | 1996 | 1997 | 1998 | 1999 | 2000 | 2001 | 2002 | 2003 |
| --------------- | ---- | ---- | ---- | ---- | ---- | ---- | ---- | ---- | ---- | ---- | ---- | ---- | ---- | ---- |
| Australian Open | 1R   | 2R   | 1R   | –    | –    | –    | –    | –    | –    | –    | –    | –    | –    | 1R   |
| Roland Garros   | 2R   | 2R   | 1R   | –    | –    | –    | –    | –    | –    | –    | –    | –    | –    | –    |
| Wimbledon       | –    | –    | –    | –    | –    | –    | –    | –    | –    | –    | –    | –    | –    | –    |
| US Open         | –    | 1R   | 1R   | –    | –    | –    | –    | –    | –    | –    | –    | –    | –    | –    |